# Cratere Yelwa
Yelwa  è un cratere sulla superficie di Marte.